# Lehigh, Kansas
Lehigh är en ort i Marion County i Kansas. Vid 2010 års folkräkning hade Lehigh 175 invånare.